# Phần mềm ác ý điện thoại di động
Phần mềm ác ý điện thoại di động là phần mềm ác ý (malware) được tạo ra để tấn công các điện thoại di động. Nó có thể là Virus (máy tính), Sâu máy tính hay Trojan.

## Lịch sử
Sâu máy tính đầu tiên trên hệ điều hành Symbian của điện thoại di động có tên là Cabir (còn gọi là Caribe) đã đưa vào danh sách các Virus (máy tính) của nhiều hãng làm phần mềm diệt virus. Nó được một thành viên của nhóm viết virus 29A phát triển và công bố Mã nguồn. Sâu máy tính lan truyền bằng Bluetooth và được mỗi máy bị nhiễm truyền sang các điện thoại di động Bluetooth, mà mở Bluetooth, bất kể hệ điều hành của máy Bluetooth đó. Tuy nhiên để hoạt động nó phải được người dùng cài đặt.